# Лайтнер, Бен-Цион
Бен-Цион Лайтнер (1927 — 25 марта 2012) — израильский солдат, участник арабо-израильской войны 1947—1949 годов. Один из двенадцати человек, удостоенных звания Герой Израиля.

## Биография
Родился в 1927 году в Одессе.
В годы Великой Отечественной войны участвовал в подпольном антифашистском движении. Лайтнер репатриировался в Израиль в 1946 году и поселился в кибуце Ашдот Яаков. Участник войны за независимость, он призвался в пехотный отряд в долине реки Иордан, а затем в бригаду Гивати. Был командиром отряда.
19 октября 1948 года руководил группой, которая штурмовала арабский бункер. Приблизился непосредственно к бункеру и кинул в него связку гранат. При штурме был тяжело ранен ножевыми ранениями, в том числе в лицо, половина лица было парализовано, пострадали также глаза. За уничтожение бункера был награждён высшей наградой Израиля.
17 июля 1949 года на церемонии с участием премьер-министра и министра обороны Израиля Давида Бен-Гуриона, начальника Генерального штаба Яакова Дори, и других, Президент Израиля Хаим Вейцман вручил Бен-Циону Лайтнеру награду Герой Израиля (Гибор Исраэль).
В 1970 году награждён медалью «За героизм».
По окончании войны за независимость из-за инвалидности не мог найти работу.
Бен-Цион Лайтнер отказался получать помощь от Германии, которая полагалась ему, как пережившему Холокост.
Умер 25 марта 2012 года. Похоронен на военном кладбище в Герцлии.